# Strateška obrambena inicijativa
Rat zvijezda je popularni naziv za američki vojni istraživački program - "Strateška obrambena inicijativa" (engl. Strategic Defense Initiative ili SDI), koji je 1983. pokrenuo američki predsjednik R. Reagan. Sam naziv je iskovan prema američkome znanstveno-fantastičnomu filmu Zvjezdani ratovi (eng. Star Wars) G. Lucasa iz 1977. 

## Koncept
Koncepcija programa temeljila se na razvoju zemaljskih i svemirskih sustava za zaštitu SAD-a od napada strateških nuklearnih balističkih projektila, a u manjoj mjeri i uvođenje oružja za takvu obranu. Cilj programa bio je pronaći tehnologije za presretanje dolazećih raketa i njihovo uništavanje visoko iznad Zemlje. Zamisao je bila da se u svemiru i na kopnu razmjeste "oružja usmjerene energije" (laseri, snopovi subatomskih čestica) ili oružja s kinetičkom energijom (rakete, elektromagnetski topovi) pod središnjim nadzorom superračunala. Troškovi razvoja i postavljanja takva sustava bili su procjenjivani na 100 do 1000 milijardi američkih dolara, a u prvih 6 godina bilo je utrošeno oko 30 milijardi. Osim zbog velikih troškova, program je doživio mnoge kritike kao neizvediv, pa nikada nije do kraja proveden. Jedan od bitnih ljudi koji su Reagana poticali na razvoj S.O.I.-a bio je, čini se, dr. Edward Teller, koji je ranije igrao važnu ulogu u razvijanju vodikove bombe. Dodatna ideja koju je Regan htio postići ovim programom bila je da se kroz jačanje izdvajanja za obranu, prisili Sovjete čine isto žele li držati korak, u uvjetima u kojima je sovjetski proračun ionako bio jako napregnut. Dok je s novom politikom Reagan podigao izdvajanja za obranu na 7% BDP-a, SSSR je u osamdesetima dizao izdvajanja za obranu s 22% BDP-a na čak 27% BDP-a.

## Sovjetska reakcija
Iako je bila riječ o prvenstveno obrambenom oružju, sovjetske čelnike iznimno je uznemiravala pomisao da Sjedinjene Države razviju ovakvo oružje jer je to značilo otpadanje dotadašnje doktrine "Osiguranog uzajamnog uništenja" (engl: Mutually Assured Destruction - MAD), koja je određivala strateški odnos snaga na globalnoj razini. U teoriji je također i davala mogćnost državi koja razvije ovakvo oružje da arbitrarno izvede prvi nuklearni udar a da druga strana nije u stanju na njega uzvratiti. Kao odgovor na S.O.I. sovjetski čelnik Jurij Andropov razmatrao je nekoliko opcija:
- povećanje broja projektila[5]
- ojačavanje vlastitih lansirnih silosa kako bi ih bilo teže uništiti nuklearnim udarom[5]
- postavljanje mamaca na ICBM-ove kako bi ih bilo teže presresti[5]
- razmještanje podvodnih projektila na koje štit iz svemira ne bi imao utjecaj[5]
- tajno razmještanje nuklearnih projektila blizu SAD-a (poput Kubanske krize iz 1962.) kako bi ojačao pregovaračku poziciju za uklanjanje S.O.I[5]

## Summit u Reykjaviku 1986.
Nakon dobrog starta summita u Reykjaviku u listopadu 1986., gdje su i Reagan i Gorbačov relativno brzo našli zajednički jezik, na američki prijedlog početi su pregovori o kompletnoj eliminaciji svih strateških nuklearnih projektila, odnosno potpunoj denuklearizaciji. Gorbačov je pristao, ali je takav potez uvjetovao američkim odustajanjem od "Ratova zvijezda", što je pak Reagan beskompromisno odbijao. U konačnici je zbog tvrdih stavova koje su obje strane držale ovakva opcija otpisana.